# Ab Urbe condita
Ab Urbe condita (prescurtat și a.U.c., sau AUC) este o expresie latină care înseamnă de la fondarea Cetății, adică a Romei. Era folosită de istoricii antici romani pentru a data evenimente, prin referire la data legendară a fondării Romei de către Romulus. Se consideră că anul 1, începutul erei creștine, este anul 753 a.U.c.
Există și o carte cu acest nume, scrisă de Titus Livius în timpul domniei lui Octavian Augustus.